# Tråddragning

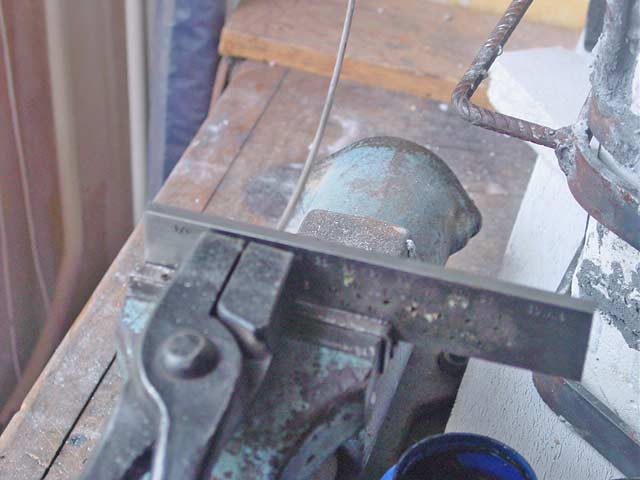
En silvertråd dras ut för hand.

Principen för tråddragning.

Tråddragning är en arbetsmetod för framställning av klenare tråd av metall, varvid ämnet eller ämnestråden till hela sin längd tvingas, dras, genom allt mindre öppningar i ett verktyg av hårdare material, en så kallad dragskiva. Tråddragning sker i vad man kallar dragbänkar eller i dragmaskiner, försedda med en eller flera roterande dragtrummor, på vilka tråden lindas upp alltefter som den dras genom dragskivan. Vid så kallad kontinuerlig dragning får tråden gå igenom flera dragskivor i en och samma maskin, innan den hasplas upp.
Bland speciella trådarter som tillverkas märks bland annat äkta guld- och silvertråd av fint guld eller silver och oäkta guld- och silvertråd av koppar med överdrag av guld eller silver. Alltefter draghålets form kan tråd dras till rund, fyrkantig, stjärnformig eller annan tvärsektion. Genom att dragskivan försätts i rotation under dragningen erhåller tråden ett skruvlikt utseende som används till exempel för guld- och silvertråd till filigransarbeten. 
Man har av gamla fynd funnit, att metalltråd tillverkades redan 3 500 år f.Kr. Metallen uthamrades, och bitarna hopsvetsades, som man tydligt kan se på arkeologiska fynd. Homeros omtalar nät av smidd tråd för att fånga Venus och Mars. Vattenkraft för tråddragning började att användas i mitten av 1500-talet och i mitten av 1700-talet började man tillverka trådämnen genom valsning. 